# 苏联—立陶宛互助条约
《苏联-立陶宛互助条约》是苏联和立陶宛于1939年10月10日签署的一份双边条约。条约规定，立陶宛将获得自波立战争以来被波兰占领的维尔纽斯地区的约五分之一领土，其中包括立陶宛历史首都维尔纽斯。作为交换，立陶宛允许苏联在其领土上建立五个苏军军事基地，并可驻军两万人军队。
苏联与立陶宛的互助条约与苏联9月28日与爱沙尼亚签署的互助条约以及10月5日与拉脱维亚签署的互助条约存有本质上的一致性。按苏联官方说法，苏军此举是为协助加强弱国的国防，以防止纳粹德国可能的进攻。 
尽管条约规定，立陶宛主权地位不会因此受到影响。 但事实上，该条约为苏联红军最终占领立陶宛奠定基础。《纽约时报》称：“（这份协议）实际上牺牲了（立陶宛的）独立地位”。

## 历史背景

### 战前条约

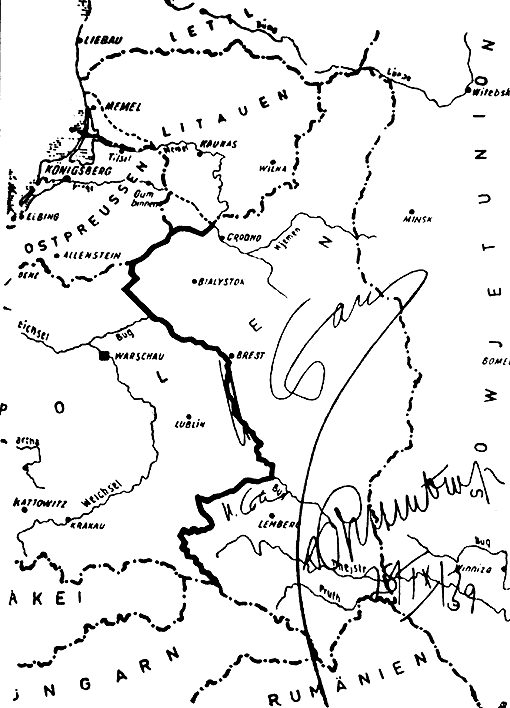
《德苏边界友好条约》所附地图，将东欧划分为苏联和德国的势力范围

1918年2月16日，立陶宛宣布脱离俄罗斯帝国独立。1920年6月12日，立苏战争后，双方谈判并最终签署蘇俄-立陶宛和平條約。在此条约中苏俄承认立陶宛独立及其对维尔纽斯地区的统治。但之后，波兰与立陶宛就维尔纽斯地区的控制权发生激烈斗争。在1920年10月发生兵变后，维尔纽斯被波兰所控制，后被并入波兰的傀儡政权立陶宛共和国—这是一个没有得到国际承认的短暂的政治实体。结果，1922年在波苏战争后的里加和平会议上维尔纽斯被正式割让给波兰，并得到国际联盟的国际确认。立陶宛拒绝承认波兰对维尔纽斯的控制，并在整个战间期一直要求对维尔纽斯的主权。
苏联支持立陶宛对维尔纽斯的主权诉求，并在克莱佩达起义后支持立陶宛在克莱佩达地区的利益。双方于1926年签署了《蘇聯－立陶宛互不侵犯條約》，后来条约又延长到1944年。
1939年8月23日，苏联和纳粹德国签署苏德互不侵犯条约，其中划分了两国于东欧的势力范围。根据苏德互不侵犯条约中的秘密议定书，立陶宛被划分为德国势力范围，而其他两个波罗的海国家—爱沙尼亚和拉脱维亚被划分为苏联势力范围。而立陶宛被划分到德国的势力范围的原因可以解释为立陶宛对德国经济的依赖：德国约占立陶宛对外贸易总额的80%，且在1939年德国对立陶宛的最后通牒后，立陶宛唯一的港口克萊佩達也被所德国控制。另一个原因是，立陶宛和苏联不接壤。

### 二战
1939年9月1日，德国入侵波兰。德军推进到与苏联商定的防线后，控制了卢布林省和华沙省东部地区。 9月17日，苏联入侵波兰，并占领维尔纽斯地区。按1920年和1926年的蘇聯－立陶宛互不侵犯條約，维尔纽斯地区被承认为是立陶宛的一部分。因此，苏联和德国重新谈判了莫洛托夫－里宾特洛甫条约中的秘密议定书。结果1939年9月28日，双方签署第二份秘密协定《边界和友谊条约》其中详细说明：为了补偿原属苏联的被德国占领的波兰领土，德国将把原划归德国势力范围的立陶宛—除了蘇瓦爾基亞的一小块领土，转移到苏联的势力范围。苏联对与德国交换领土的动机包括：苏联意图控制维尔纽斯—这片作为立陶宛法定首都之地，从而对立陶宛施加重大影响。在秘密议定书中，苏联和德国都明确承认立陶宛在维尔纽斯的利益。

## 谈判

### 最初的谈判
9月29日，即《边界和友好条约》签订后的第二天，德国取消了与立陶宛的谈判计划，而苏联通知立陶宛希望就两国的未来关系展开谈判。苏联与立陶宛的新谈判应该是为了正式解决维尔纽斯地区的地位问题。立陶宛外长尤扎斯·乌尔布希斯于10月3日抵达莫斯科参加会议。会议期间，约瑟夫·斯大林亲自向乌尔布希斯讲述苏德秘密协议，并展示双方划分势力范围的地图。他要求立陶宛分别签署三个条约：
1. 允许苏联在立陶宛领土上建立军事基地，其中多达五万名苏联士兵将被允许驻军立陶宛；
2. 立陶宛在舍舒佩河以西的领土割让给纳粹德国（正如德国和苏联在《边界和友谊条约》中商定的那样）；
3. 一部分苏占维尔纽斯地区归还立陶宛。

乌尔布希斯抗议允许苏联在立陶宛建设基地的要求，认为这意味着苏联对立陶宛的实际占领。苏联则认为他们的军队将保护立陶宛免受纳粹德国的可能的进攻，并且先前他们已经与爱沙尼亚签署了类似的条约。然而，乌尔布希斯认为，立陶宛的中立性足以保证其安全，并提议苏联协助立陶宛加强其军队。
据立陶宛准将穆斯泰基斯说，乌尔布希斯回答斯大林：立陶宛拒绝苏联归还维尔纽斯地区及苏联对立陶宛的驻军。而当时紧张的斯大林则对此回答说：“无论维尔纽斯是否被归划给立陶宛，苏军终会进入立陶宛”。不过苏联还是同意将进驻立陶宛的苏军数量减少到三万五千人。随后，乌尔布希斯还为立陶宛争取到更多维尔纽斯地区的领土而讨价还价，特别是为争取德魯斯基寧凱和什文喬尼斯这两片有更多立陶宛人口的领土。而苏联方面却回答说，1920年的和平条约所划定的边界是不准确的，在立陶宛提出要求的同时，白俄罗斯也对领土提出了要求。最后苏联同意若能证明该地为立陶宛人占多数则将其移交立陶宛。不久，德国对立陶宛也提出领土要求，当中，最最令人震惊的要求莫过于是将立陶宛的部分领土割给德国。而立陶宛决定推迟任何关于向德国移交领土的谈判，直到德国提出明确要求。

### 签署条约

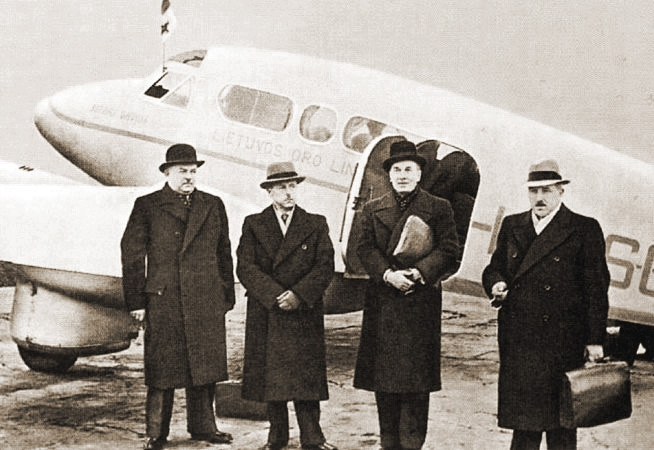
1939年10月7日，立陶宛代表团在出发前往莫斯科谈判前。乌尔布希斯为左起第三位

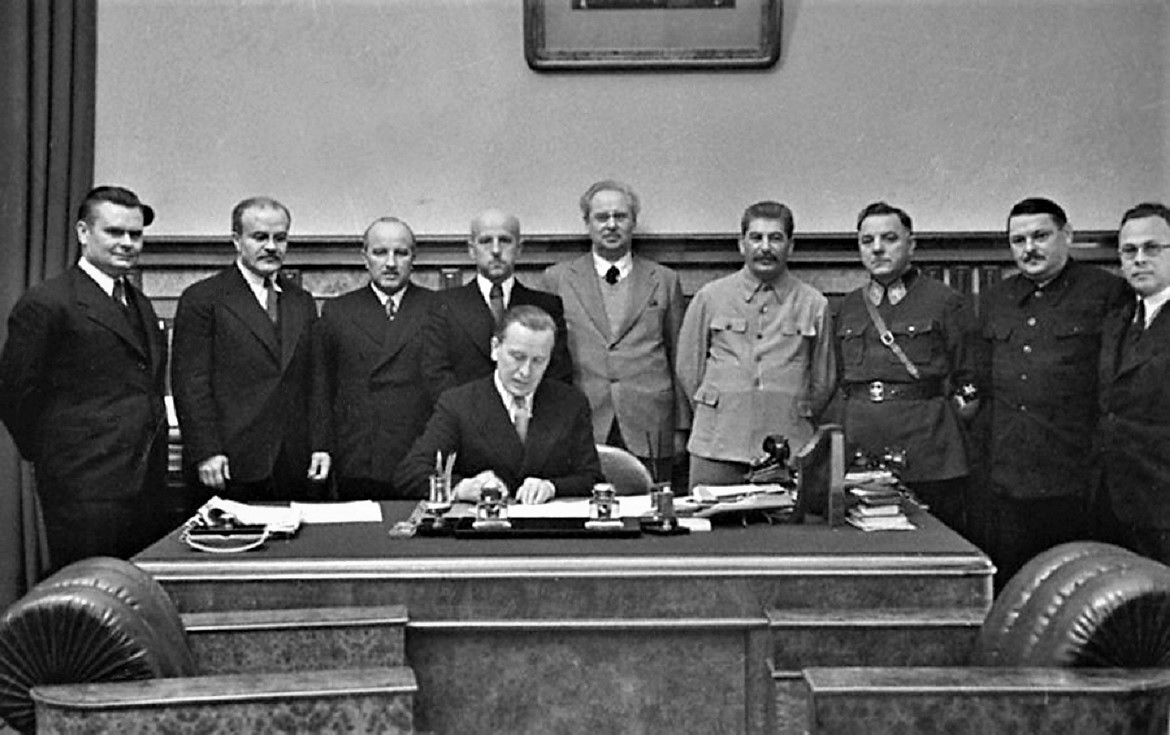
乌尔布希斯签署条约

乌尔布希斯在回到立陶宛后立即向政府咨询，而其后来自德国官员证实了苏德秘密协议的真实性，并告知德国不急求立陶宛立即移交蘇瓦爾基亞领土至德国。而后纳粹德国于1941年1月10日，在《德苏边境和商业协议》中以七百五十万美元的价格将这片领土卖给了苏联。
尽管立陶宛原则上同意签署互助条约，但却尽可能地抵制苏联在立陶宛领土建立军事基地的要求。立陶宛提出许多替代方案，其中包括将立陶宛军队规模扩大一倍，互换军事任务，以及在与德国的西部边境建立类似于法国马奇诺防线的防御工事。10月7日，包括斯塔西斯·拉什蒂基斯将军和副总理卡齐斯·比奥斯卡斯在内的立陶宛代表团，来到莫斯科，提出可能的替代方案。而斯大林则是拒绝了立陶宛代表团所提议任何替代方案，但同意将苏联军队进驻立陶宛军事基地的数量减少到两万，这大约相当于整个立陶宛军队的规模。同时在维尔纽斯举行的要求将该市并入白俄罗斯的政治集会发生后—此举给立陶宛方面带来压力，出于担心若不尽快签署条约维尔纽斯终会划归白俄罗斯，而产生一种紧迫感。结果立陶宛外长乌尔布希斯仍拒绝签署互助条约，谈判第二次失败。
时任立陶宛总统安塔纳斯·斯梅托纳怀疑是否值得以这样的代价换取维尔纽斯地区的归还，并就是否可以中断谈判进行了辩论。比奥斯卡斯认为，拒绝条约并不能阻止苏联实施其计划。苏联已经用武力威胁爱沙尼亚—如果它拒绝签署互助条约的话。同时，苏联正在维尔纽斯东部地区和临近立陶宛北部边界的的拉脱维亚集结军队。鉴于此，立陶宛决定谈判要求尽可能多的领土。但当立陶宛代表团再次来到莫斯科时，谈判气氛发生变化。苏联拒绝进一步谈判，并恐吓代表团签署条约。他们提出了一个新的草案，将互助条约和维尔纽斯的转让合并为一个协议。立陶宛代表团别无选择，只能签署拟议的条约。签署条约后，斯大林邀请立陶宛代表团与他一起庆祝并观看了两部电影。乌尔布希斯在10月11日上午才向立陶宛政府通报签署条约的决定—当时条约已由苏方的塔斯社公布。10月12日，條約經蘇聯批准，10月14日經立陶宛批准，10月16日交換批准書正式生效。

## 条款
互助条约包含九个条款：

根据互助条约，约五分之一的维尔纽斯地区（深橙色）被割让给立陶宛，以换取四个苏联在立陶宛建设的四个军事基地（星星标注）

- （一）维尔纽斯地区和维尔纽斯市移交给立陶宛；
- （二）任何一方受到攻击时，另一方理应提供援助；
- （三）苏联向立陶宛军队提供弹药和装备方面的援助；
- （四）苏联获得在立陶宛驻军的权利，基地的位置另行决定；
- （五）遭到攻击时，双方协同协调军事行动；
- （六）同意不加入针对另一方的联盟；
- （七）立陶宛之主权不受本条约影响；
- （八）第二条至第七条的有效期为十五年，可自动延长十年（维尔纽斯的转让是永久性的）；
- （九）生效日期。

该条约还有一个秘密补充条款，规定苏联只能驻扎最多两万军队。

### 苏联驻军的位置
条约并没有规定苏联军队驻立陶宛基地的确切位置。10月22日，由米哈伊尔·科瓦廖夫率领的十八人苏联代表团被派往立陶宛研讨具体细节。立陶宛方面则试图将苏军基地的建设范围限制在维尔纽斯地区和立陶宛南部等地，如帕布拉德、内门奇内、Naujoji Vilnia和阿利图斯。他们认为若苏联在薩莫吉希亞（位于立陶宛西北部）建立军事基地是最坏的结果。立陶宛倾向于建立少而大的军事基地，且基地没有永久性的飞机跑道。苏联最初提议在维尔纽斯、考纳斯、阿利图斯、烏克梅爾蓋和希奥利艾建立军事基地。最终协议于10月28日签署，同一天立陶宛军队进入维尔纽斯。此前一天，另一项协议确定了立陶宛东部的新边界。立陶宛获得6,739 km2（2,602 sq mi）的领土，人口约为四十三万，领土包括1920年苏联－立陶宛和平条约承认的立陶宛维尔纽斯地区的约五分之一。并新地区后的立陶宛的人口达到约380万。
根据最终协议，将在立陶宛建立四个军事基地，配备18,786名来自第16特种步枪团、第5步枪师和第2轻型坦克旅的军事单位。设于阿利圖斯的基地驻有步兵、炮兵和机械化部队，共八千名士兵驻军。设于普列奈的基地驻有步兵和炮兵部队，共两千五百名士兵驻军。设于Gaižiūnai的基地驻有机械化与坦克部队，共三千五百名士兵驻军。设于Naujoji Vilnia的基地乃驻军之总部驻有步兵和炮兵部队，共四千五百名士兵驻军。相比之下，1940年6月1日，立陶宛军队仅有22,265名士兵与1,728名军官。因原定设在阿利圖斯和Gaižiūnai的空军基地仍在建筑，因此苏空军飞机将驻扎在维尔纽斯附近的Kirtimai。苏联在立陶宛设立基地的最终位置表明，苏联更关心的是包围立陶宛临时首都考纳斯，而非保护立陶宛免受可能的外国的入侵。

## 后果

### 国内外的反应
苏联的宣传将该条约作为苏联尊重小国主权和斯大林仁慈的证明。苏联强调，这是苏联第二次将维尔纽斯移交给立陶宛，相比之下，国际联盟却未能调停波兰－立陶宛间的争端。苏联还向立陶宛保证，苏联的友谊是对防止纳粹侵略的有效保护和受欢迎的替代。其后的波兰流亡政府正式抗议该条约，因他不承认苏联对波兰领土的占领，并声称对波兰第二共和国的领土拥有主权。立陶宛回答说，该地区在法律上是立陶宛的一部分。波兰对维尔纽斯的转移感到不满，苏军一离开维尔纽斯，就爆发了反立陶宛的暴乱，指责立陶宛人背叛。波兰的传统盟友英国和法国也谴责了该条约。一些白俄罗斯民族政治家，他们为维尔纽斯并入白俄罗斯苏维埃社会主义共和国而奔走，但却被苏联当局逮捕、驱逐或处决。这一转移打乱了他们将白俄罗斯定位为前立陶宛大公国的继承者的民族愿望。维尔纽斯转移后，立陶宛与梵蒂冈的关系有望得到改善，因为先前双方关系紧张的原因是维尔纽斯地区由1925年的协约割让给波兰，但如今维尔纽斯已回归立陶宛控制。
立陶宛的政治家们试图把重获维尔纽斯作为一个重大的外交胜利宣传，自1926年立陶宛政变以来一直是立陶宛的执政党的立陶宛民族主义联盟，利用维尔纽斯回归的庆祝活动来提高其威望和知名度。政府强调其能力，反对派则强调苏联的慷慨。虽然政治家们公开赞扬苏联，并嘲讽“传统的苏联－立陶宛友谊”，但私下里他们明白这个条约是对立陶宛独立的严重威胁。民众的态度反映在一个著名的口号中：“ Vilnius – mūsų, Lietuva – rusų”（虽然维尔纽斯如今确归于我们，但立陶宛也为俄罗斯的了。）条约签署后，立陶宛便失去了其中立的地位，无法独立执行其外交政策。例如，在芬兰回绝苏联提出的类似互助条约后，苏联入侵芬兰而导致的冬季战争的爆发时，立陶宛无法支持芬兰。结果在当时的国际政治格局中，立陶宛已然成为苏联的卫星国。

### 维尔纽斯地区的反应

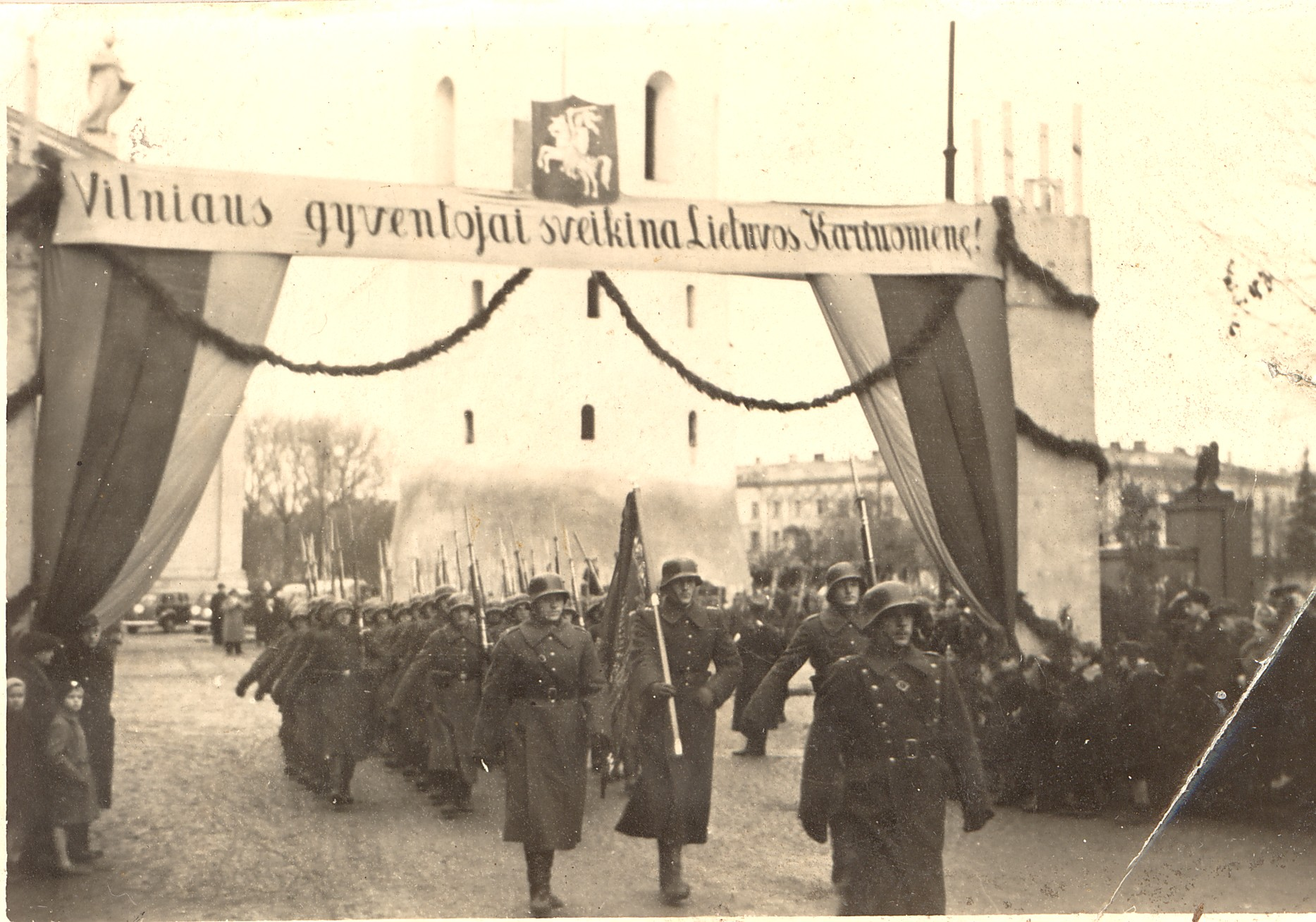
立陶宛军队进入维尔纽斯

10月28日，立陶宛军队进入维尔纽斯，这是自1920年以来首次立陶宛军队首次进入该市。在将城市移交给立陶宛之前，苏联人抢劫并将所有贵重物品运往苏联，包括：工厂、医院的设备、车辆、火车、博物馆和图书馆的文物等都被运往苏联。苏军离开后，维尔纽斯的波兰居民认为该此协议是对波兰的背叛，并对立陶宛政府进行抗议。10月30日至11月1日期间，面包价格突然上涨，当地共产党人和波兰人之间的冲突变成了针对犹太人的暴乱。许多犹太商店被袭击，约三十五人受伤。犹太人指责立陶宛警察不作为，同情波兰暴乱者。 其后，苏联士兵在立陶宛政府未邀请的情况下，镇压了暴乱。
接收领土后给立陶宛带来许多经济上的挑战：高失业率，食物短缺，苏军抢劫并运回苏联，战争难民从其他前波兰领土聚集。立陶宛政府以优惠的汇率将波兰兹罗提兑换成立陶宛立特，使立陶宛损失超过2000万立特。立陶宛政府决定实施类似于1920年代执行的土地改革。大型庄园将被国有化并分配给无地农民，以换取36年后的赎回费。政客们希望这样的改革能削弱亲波兰的地主，并能赢得农民对立陶宛国家的支持。到1940年3月，90个庄园和23,000公顷土地被分配。立陶宛重回维尔纽斯后对该地进行“再立陶宛化”。结果关闭了许多波兰的文化和教育学校，包括拥有三千多名学生的斯特凡·巴托里大学。立陶宛也试图在维尔纽斯的公共生活中重引入立陶宛语，并赞助立陶宛的文化活动。

### 立陶宛国内反应
维尔纽斯地区的未来引起了立陶宛政治和军事领袖之间的摩擦。随着11月14日第一批苏联军队进入立陶宛，包括四位将军在内的政府辞职。 11月21日，由有争议的总理安塔纳斯·梅尔基斯领导的新文官内阁成立。立陶宛人小心翼翼地严格遵守条约，不给莫斯科指责他们违反条约的任何借口。起初，由于冬季战争的僵持，苏联并没有干涉立陶宛的内政，苏联士兵在基地里也表现很好。立陶宛政府开始辩论它的选择以及可以做些什么来为未来的占领做准备。尽管有各种决议，但没有任何实质性的成果。立陶宛没有抗衡苏联的影响力：它自身力量弱小，而德国实际上是苏联的盟友，波兰已然战败而英法在西欧自顾不暇。冬季战争结束后，苏联将注意力转向波罗的海国家。
经过几个月的密集宣传和外交压力，苏联于1940年6月14日发出最后通牒。同一天，就在全世界的注意力都集中在法国战役期间巴黎沦陷时。苏联指责立陶宛违反条约，指责其绑架基地的苏联士兵。苏联要求成立一个遵守互助条约的新政府，并允许数量不限的苏联军队进入立陶宛。由于苏联军队早已进入该国，因此立陶宛军队难以进行军事抵抗。其后，苏联控制了立陶宛政府，随后建立了一个新的亲苏政府，并宣布选举人民议会。其后宣布成立的立陶宛苏维埃社会主义共和国于1940年8月3日并入苏联。